# رالف كيربي
رالف كيربي (بالإنجليزية: Conyers Kirby)‏ أحد المدربين الذين اشرفوا على تدريب نادي برشلونة في بداية عهد النادي الكاتلوني بين عامي 1925- 1926  قاد النادي للفوز ببطولة كأس إسبانيا أضافة لكأس إقليم كاتلونيا وهو من إنجلترا.